# Leptothelaira orientalis
Leptothelaira orientalis là một loài ruồi trong họ Tachinidae.